# Thelenella weberi
Thelenella weberi är en lavart som beskrevs av H. Mayrhofer. Thelenella weberi ingår i släktet Thelenella och familjen Thelenellaceae.   Inga underarter finns listade i Catalogue of Life.